# Проліски (Прилуцький район)
Про́ліски — село в Україні, в Прилуцькому районі Чернігівської області. Населення становить 14 осіб. Входить до складу Парафіївської селищної громади.

## Географія
Село Проліски знаходиться на відстані 1,5 км від села Купина.

## Історія
- XIX століття - село засноване під назвою хутір Боярщина. Відсутній в переліку населених пунктів станом на 1800 рік.
- Станом на 1901 рік у х. Боярщина Парафіївської волості проживало 58 осіб.
- У 1960 році перейменоване в село Проліски.